# Kaiser-Frazer
La Kaiser-Frazer Corporation (también conocida simplemente como Kaiser-Frazer), fue una empresa fabricante de automóviles estadounidense radicada en Willow Run, Míchigan, operativa entre 1947 y 1951. Tuvo su origen en una asociación entre el ejecutivo de la industria del automóvil Joseph W. Frazer y el industrial de la construcción de infraestructuras Henry John Kaiser. En 1947, la compañía adquirió los activos automotrices de Graham-Paige, compañía de la que Frazer se había convertido en presidente cerca del final de la Segunda Guerra Mundial. Kaiser-Frazer fue el único nuevo fabricante de automóviles estadounidense que logró el éxito después de la guerra, aunque solo por unos pocos años. Cuando Frazer se retiró en 1951, la empresa se rebautizó como Kaiser Motors Corporation, que continuó otros cuatro años más, hasta su disolución en 1955.

## Historia

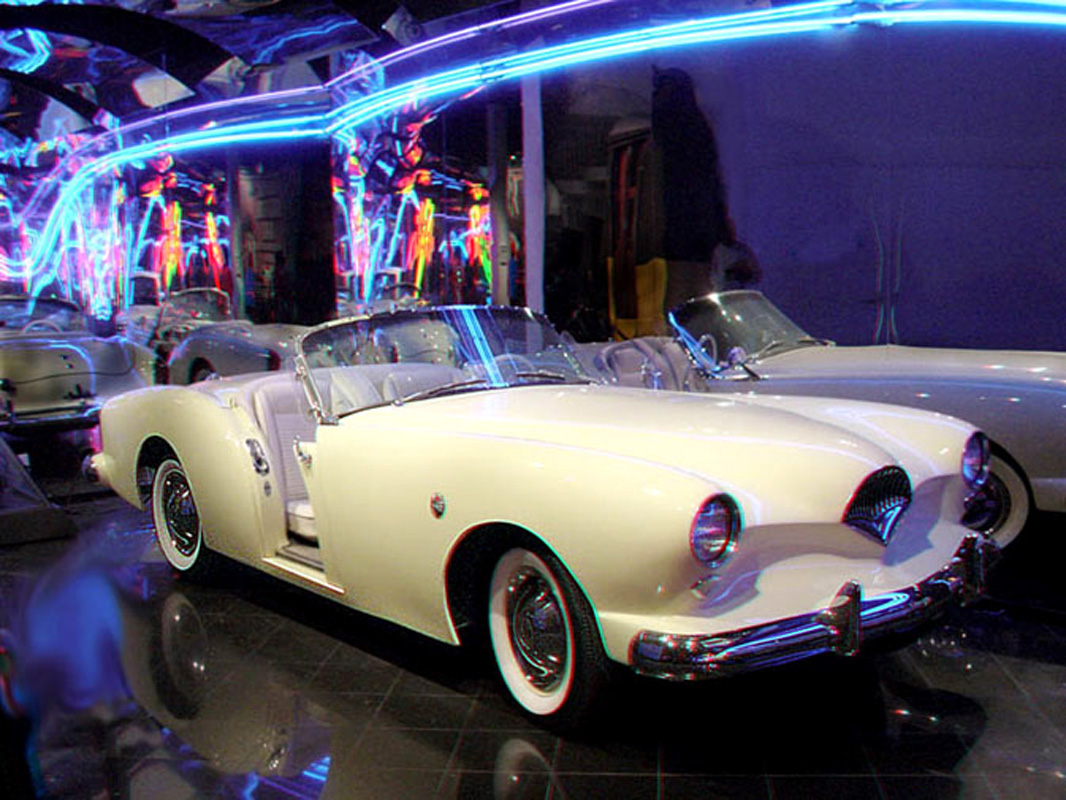
Deportivo Kaiser Darrin de 1953 (imagen de un modelo digital en Anachrome 3D). Carrocería diseñada por Dutch Darrin y Bill Tritt

La compañía fue fundada el 25 de julio de 1945, y ya en 1946 exhibió prototipos de sus dos nuevos coches en el Hotel Waldorf Astoria en la ciudad de Nueva York. El Kaiser tenía un diseño avanzado con tracción delantera, mientras que el Frazer era un automóvil de tracción trasera convencional de alta gama. Los costos de producción y el tiempo limitado disponible impidieron que el diseño de tracción delantera llegara a fabricarse, por lo que los nuevos Kaiser y Frazer de 1947 compartían carrocería y tren de rodadura. Al ser de los primeros automóviles de nuevo diseño en el mercado, mientras que los "Tres Grandes" de Detroit todavía comercializaban sus diseños de antes de la guerra, los Kaiser y Frazer protagonizaron una prometedora aparición. Kaiser y Frazer continuaron compartiendo carrocerías y motores hasta 1950, pero con diferentes acabados exteriores e interiores.

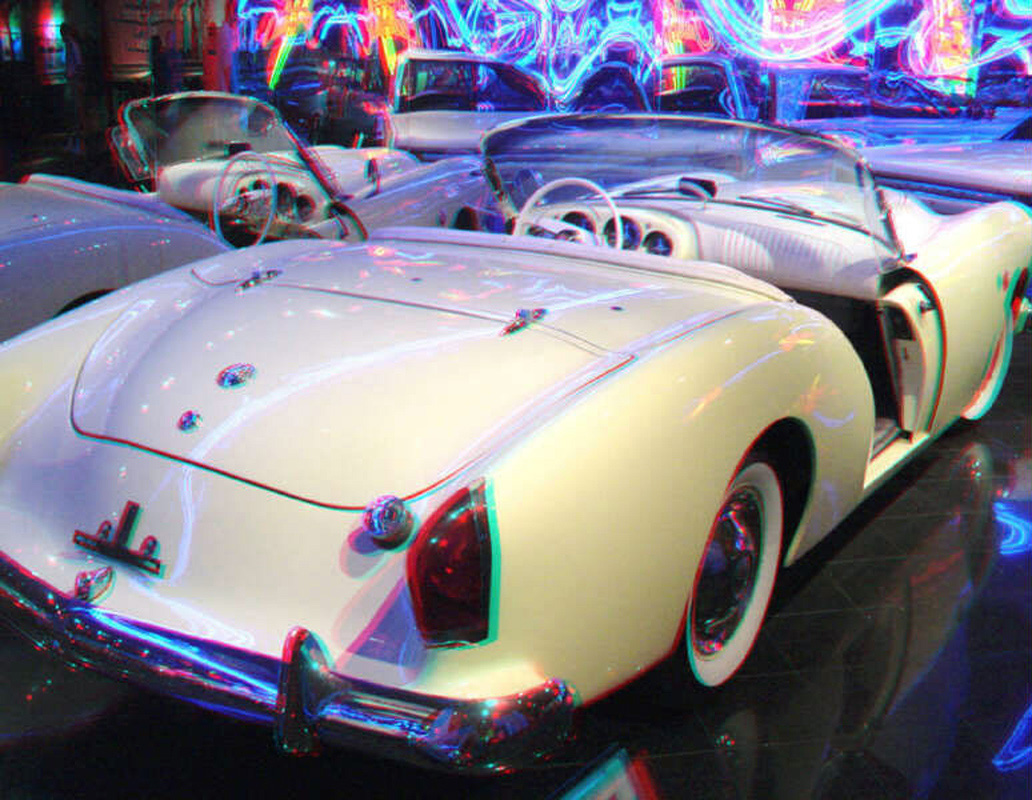
Kaiser Darrin de 1953 (imagen generada con Anachrome 3D). Nótense las puertas deslizantes en la parte delantera

Henry Kaiser no tenía experiencia en el mercado automotriz; por lo que Joseph Frazer se ocupó de esta parcela, teniendo en cuenta que había ocupado varios puestos directivos en Packard, GM, Chrysler y Willys-Overland. Kaiser era partidario de seguir adelante frente a la adversidad, mientras que Frazer era más pragmático. A medida que el mercado de productos Kaiser-Frazer se desaceleraba en 1949 con la introducción de nuevos diseños de los Tres Grandes, Kaiser presionó para disponer de una mayor producción, creando un exceso de oferta de automóviles que tardó en venderse hasta mediados de 1950. Kaiser y Frazer tuvieron repetidos desacuerdos sobre el grado de agresividad de la política de fabricación, hasta que finalmente Joseph Frazer dejó la compañía en 1951, y se eliminaron los emblemas con el nombre de Frazer después de una corta serie de 10.000 unidades construidas en 1951, con la que se agotó el inventario restante de las carrocerías de 1949-50.

## Historia posterior

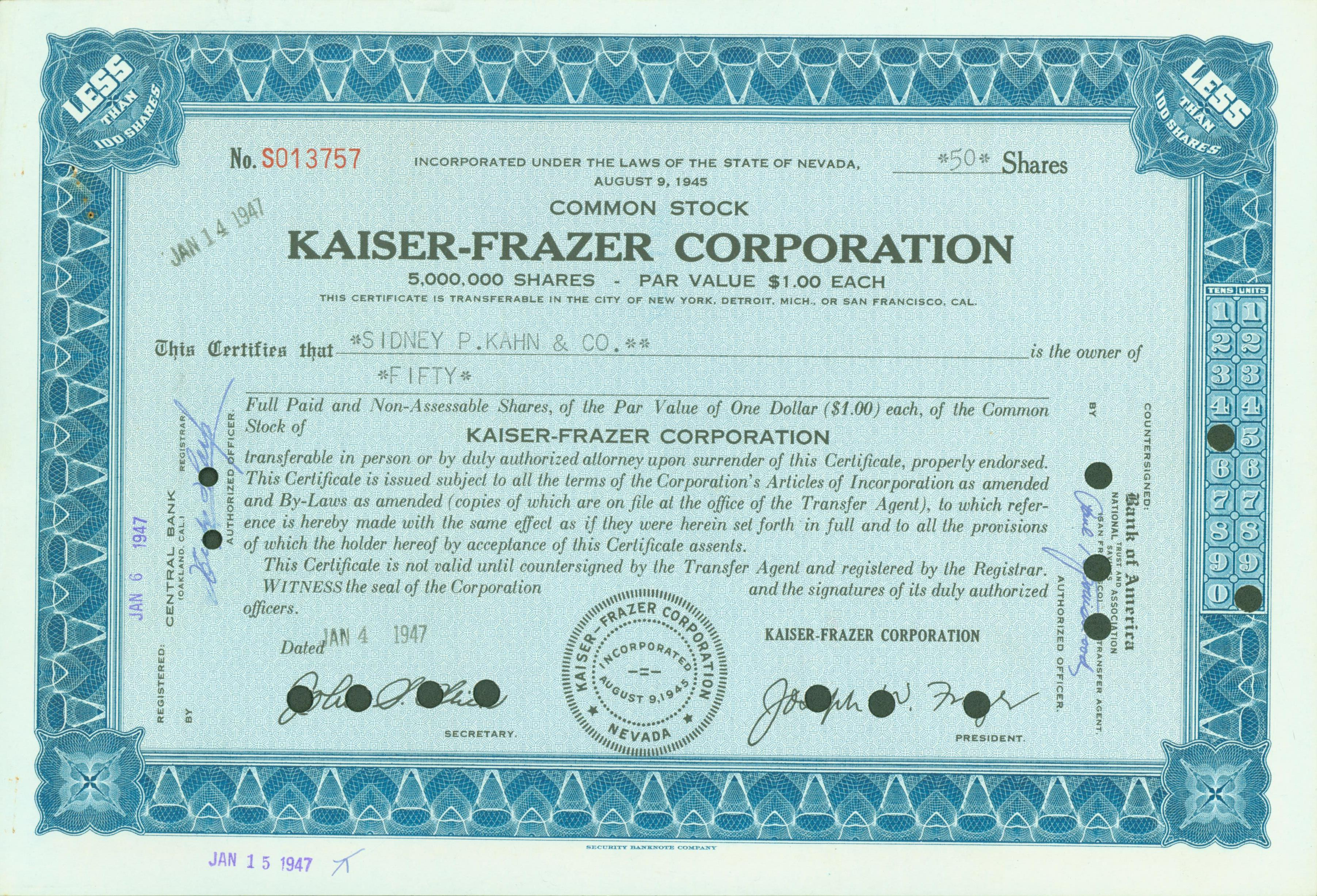
Acciones de Kaiser-Frazer Corp. fechado el 4 de enero de 1947

En 1952, Kaiser-Frazer Corporation pasó a llamarse Kaiser Motors Corporation, que continuó construyendo automóviles hasta 1955.
En 1953, Kaiser compró la empresa Willys-Overland Motors, sumida en problemas financieros, por 63.381.175 dólares, fusionando las operaciones de Kaiser y Willys bajo el nombre de Kaiser-Willys Corporation. Posteriormente se tomó la decisión de salir del mercado de los turismos, lo que se logró una vez liquidados los modelos del año 1955.
En 1956, Willys Motors fabricaba únicamente vehículos utilitarios, muchos para la exportación, y estaba obteniendo considerables beneficios.
En 1970, Kaiser Jeep Corporation, como la compañía había sido renombrada en 1963, fue vendida a American Motors Corporation.

## Producción
La producción de los modelos Kaiser-Frazer se centró en Willow Run (Míchigan). Willow Run, la edificación industrial más grande del mundo en aquel momento, había sido construido por el gobierno de los Estados Unidos justo antes de la Segunda Guerra Mundial para que Henry Ford construyera los bombarderos B-24 Liberator. Una vez que terminó la guerra, Ford no tenía interés en la instalación, y la Administración de Activos de Guerra comenzó a buscar alguna empresa interesada en arrendar o comprar el edificio. Cuando Kaiser-Frazer expresó su interés por la instalación, la administración le ofreció una atractiva tasa de arrendamiento por cinco años. La compañía también tenía instalaciones de fabricación en Jefferson (Míchigan); Long Beach (California); Portland (Oregón); Leaside (Ontario, Canadá); Haifa (Israel); Kawasaki (Japón); Ciudad de México y Rótterdam (Países Bajos, conocida como "Nekaf", por Nederlandse Kaiser-Frazer fabrieken). La producción estadounidense se concentró en Toledo (Ohio), tras la compra de Willys-Overland a partir de 1953; por lo que la instalación de Willow Run se cedió por una compensación a General Motors después de que esta última sufriera un incendio desastroso en su planta de transmisiones automáticas Hydramatic de Livonia (Míchigan), y necesitaba una instalación rápidamente para reanudar la producción.

## Productos

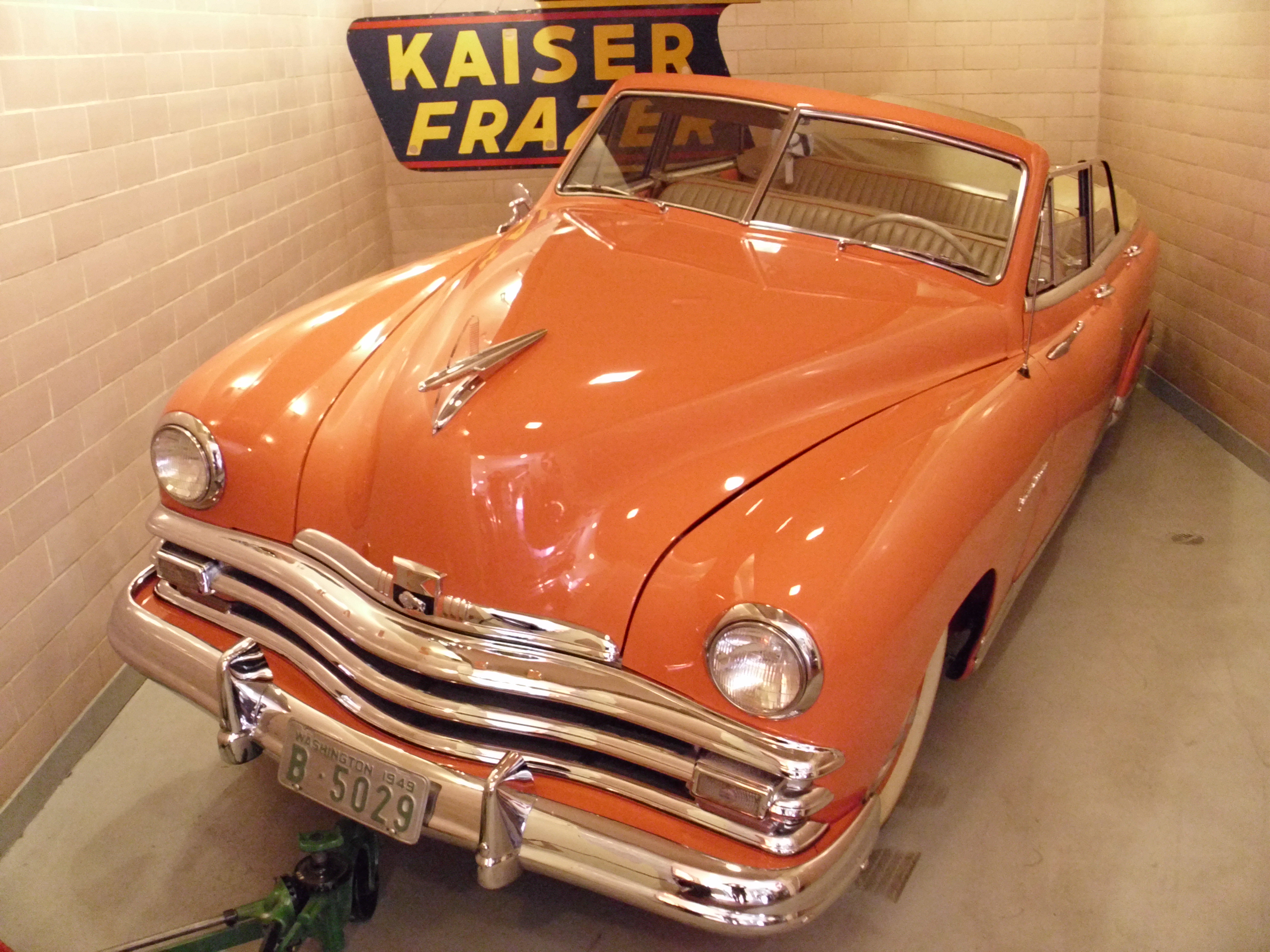
Kaiser Deluxe 4-puertas Convertible (1949) exhibido en la LeMay Family Collection en el Marymount Event Center en Tacoma, Washington

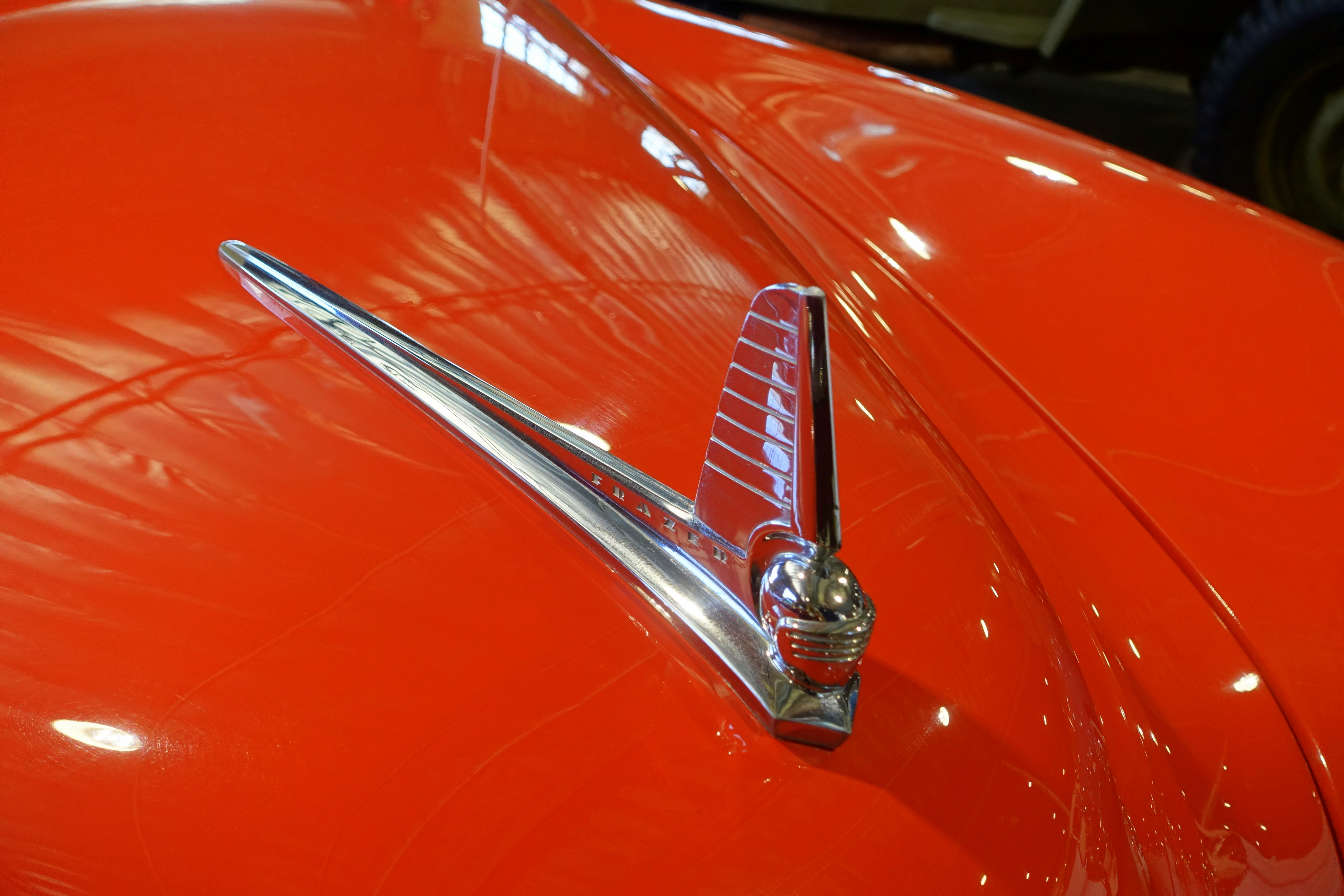
Emblema delantero de un Frazer Manhattan

- Kaiser, incluyendo los sedanes Custom, Deluxe, Virginian, Carolina y Manhattan, así como el sedán utilitario de 4 puertas con puerta trasera Traveler. Primer automóvil de producción de posguerra en ofrecer sobrealimentación (el Kaiser Manhattan de 1954).

- Henry J, un automóvil económico pequeño con las variantes Corsair y Vagabond.

- Darrin, el primer automóvil deportivo con carrocería de fibra de vidrio de producción en serie de los Estados Unidos, superando al Corvette en el mercado por un mes.

- Frazer, incluyendo los sedanes Standard, Deluxe y Manhattan; y el hatchback Vagabond. El convertible Frazer Manhattan de 1951 fue el último convertible estadounidense de cuatro puertas hasta el Lincoln Continental de 1961. Los primeros Frazer de 1947 se comercializaron e identificaron como Graham-Paige.

- Willys-Overland Motors, incluido el "Aero-Willys" y todos sus niveles de equipamiento, como el Aero-Lark o el Aero Ace.

- Jeep, incluidas camionetas, vehículos CJ, todos los familiares de acero, y los modelos Wagoneer y Jeepster.

- Allstate, diseñado para venderse a través de los grandes almacenes Sears-Roebuck en el sur de los Estados Unidos, fue un Henry J. ligeramente rediseñado. Los coches estaban equipados con productos Allstate (como las llantas o la batería). Los modestos cambios de estilo que distinguen al Allstate del Henry J fueron ejecutados por Alex Tremulis, estilista del Tucker Sedan de 1948.

|  |  |  |

## Operaciones internacionales

### Kaiser en Argentina

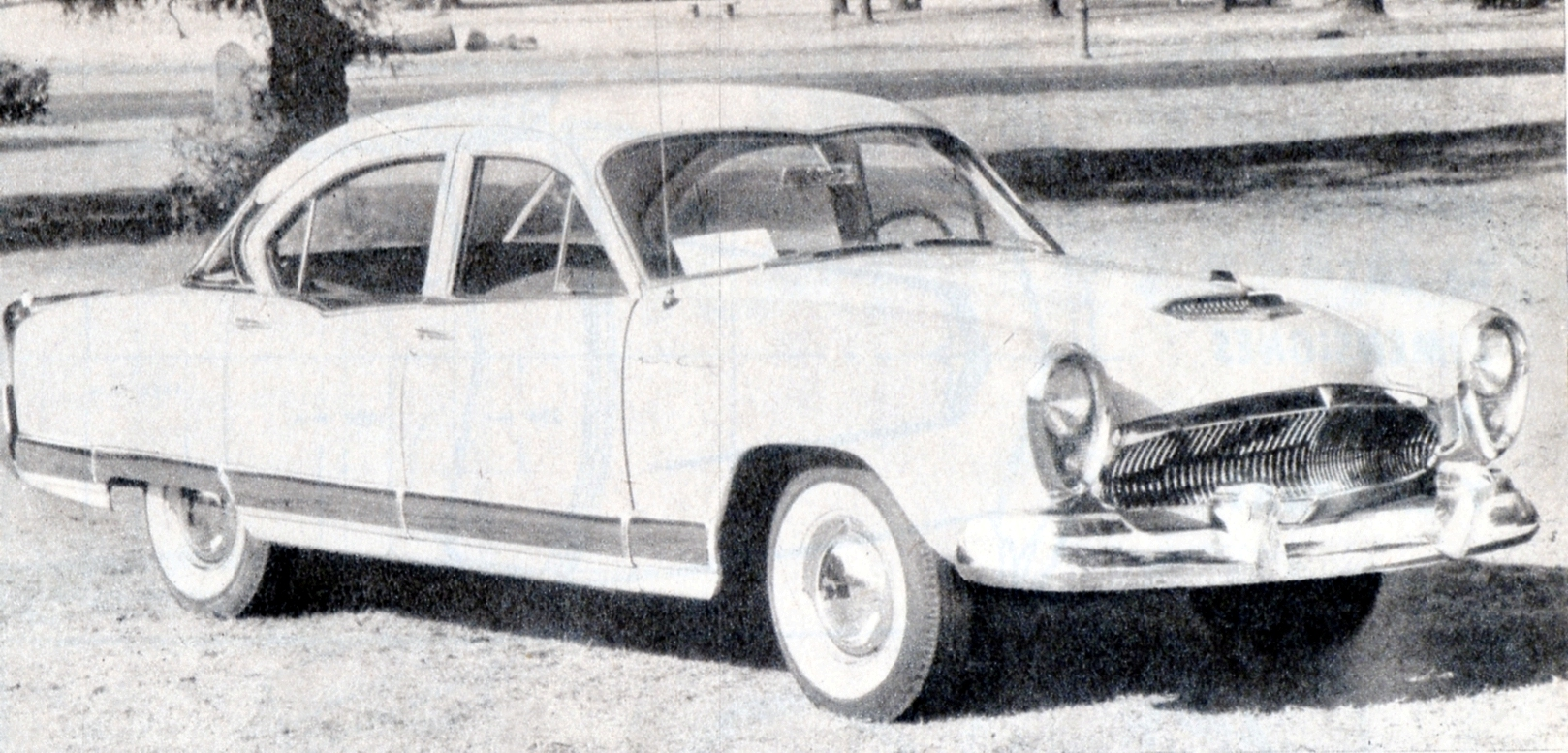
Kaiser Carabela fabricado en Argentina, 1962

En 1951, Argentina envió a Estados Unidos al general de brigada Juan Ignacio San Martín, con el fin de convencer a un fabricante de automóviles para que produjera automóviles en Argentina. En 1954, Kaiser fue el único que aceptó la oferta, dado que el resto de industriales pensó que el mercado era demasiado pequeño para justificar la inversión. Además, no tenían los resistentes vehículos de los que disponía Kaiser, adecuados a la incipiente red de carreteras argentina. El 19 de enero de 1955, Kaiser y el gobierno de Argentina firmaron un acuerdo para permitirle a Kaiser fabricar automóviles y camiones en Argentina. En febrero, Kaiser creó una subsidiaria de propiedad absoluta llamada Kaiser Automotores, el holding que a su vez poseía parte de la recién creada Industrias Kaiser Argentina S.A. (IKA), dedicada a la fabricación y comercialización de los vehículos. Otros socios de IKA fueron el fabricante de vehículos estatal Industrias Aeronáuticas y Mecánicas del Estado (IAME) e inversores privados. En agosto, Kaiser solicitó y recibió una licencia de importación para enviar a Argentina 1021 automóviles terminados, equipos de fabricación y repuestos desde EE. UU. La construcción de la nueva fábrica se inició en marzo de 1955, y el primer vehículo Jeep salió de la planta el 27 de abril de 1956.

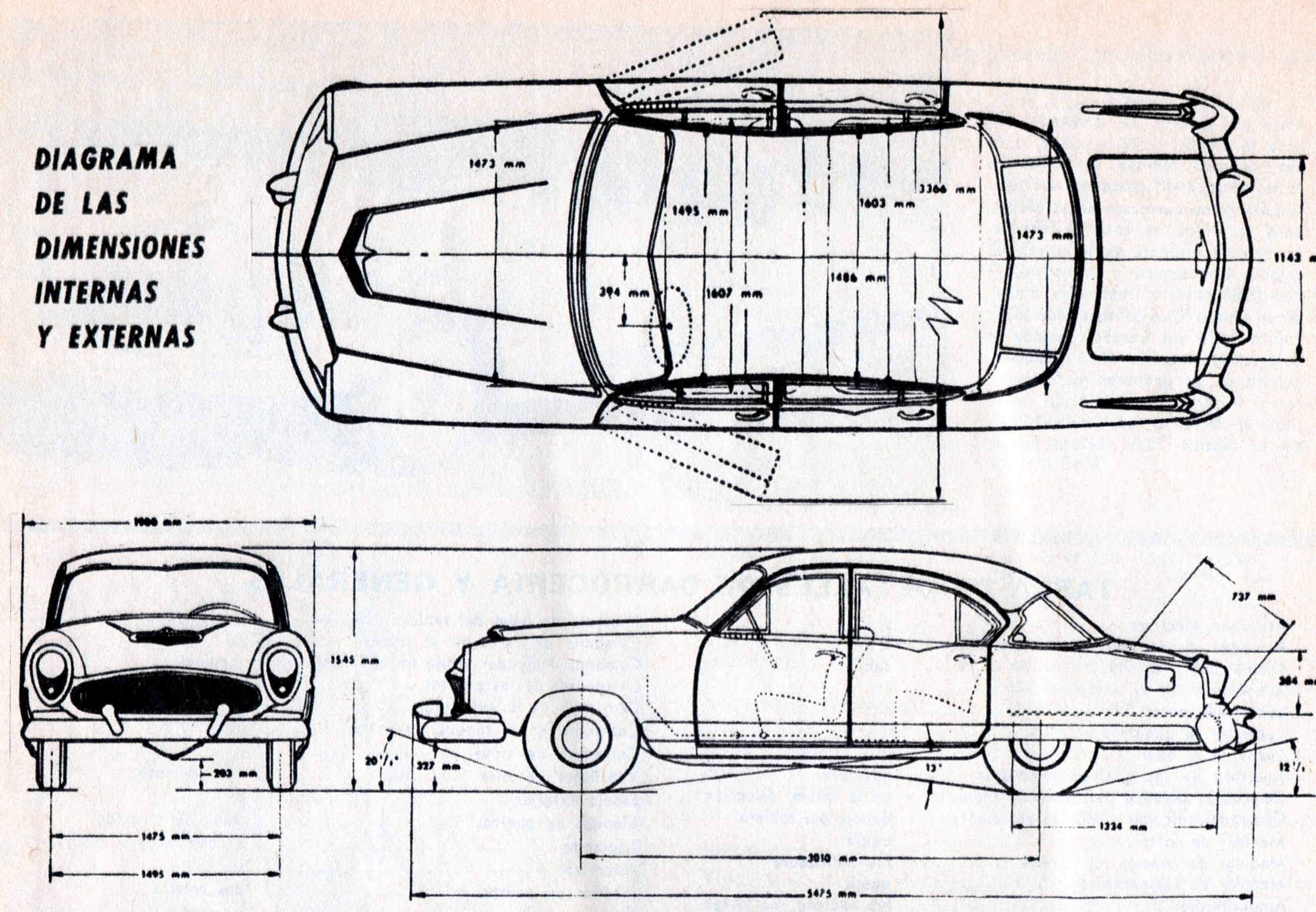
Diagrama con las medidas del Carabela

La nueva fábrica argentina se construyó en la ciudad de Santa Isabel, en la provincia de Córdoba, y el Kaiser Manhattan fue rebautizado como "Kaiser Carabela", en honor al histórico navío de origen portugués. El interior de vinilo y tela utilizado en Estados Unidos se sustituyó por un interior de cuero más resistente, el velocímetro se recalibró en kilómetros con las anotaciones de temperatura, aceite y gasolina disponible en español, y se adaptó el tarado de los resortes para adaptarse a las precarias carreteras argentinas. Curiosamente, las piezas del tablero con anotaciones en relieve para los controles de ventilación, calefacción, faros y limpiaparabrisas permanecieron en inglés. No se consideró la posibilidad de ofrecer una transmisión automática debido a la dificultad prevista para obtener servicio mecánico en las ciudades remotas. La producción comenzó con el Carabela el 25 de julio de 1958, y en los meses restantes de ese año, se fabricaron 2158 automóviles. IKA también estaba construyendo vehículos Jeep en la fábrica de Córdoba y ensambló 20.454 Jeeps solo en 1958. La producción combinada de Carabela-Jeep de 22.612 unidades representaba el 81% de todos los vehículos fabricados en Argentina en 1958, siendo la única competencia el fabricante estatal de vehículos utilitarios IAME. Se ha cuestionado la conveniencia de construir la fábrica de automóviles IKA en la remota Santa Isabel, que estaba lejos de los puertos y los centros de transporte, pero la razón principal fue que Córdoba era la provincia natal del general San Martín y tenía una relación cercana e influyente con el presidente Juan Domingo Perón.
En 1962, el Carabela, el "Gran coche argentino", finalizó la producción con unos 15.000 automóviles ensamblados, proporcionando un elegante transporte para los médicos, banqueros y otros notables de Argentina. El Carabela tuvo algunos compañeros estables en 1960-62 en forma de un derivado del sedán Alfa Romeo 1900 llamado IKA Bergantín (con el nombre de otro tipo de velero español) y el Renault Dauphine de fabricación argentina (emblema IKA Dauphine). En 1962, las variantes de Rambler con licencia de AMC reemplazarían a los modelos anteriores. La forma final de las variantes de AMC fue el potente Torino, que disputó muchas carreras en distintos circuitos internacionales. Construido hasta principios de la década de 1980, el Torino se basó en el sedán de 4 puertas y techo rígido Rambler American de 2 puertas de 1964, pero tenía su propio motor, diseño propio delantero y trasero, y un interior de estilo más europeo. En 1970, Kaiser vendió IKA a Renault.

### Kaiser en Israel
Con la fundación del Estado de Israel en 1948, Ford Motor Company buscó invertir en el nuevo estado y facilitar la producción de una gran cantidad de vehículos que Israel necesitaría para el ejército y el gobierno. Ford anunció planes para construir una planta de ensamblaje en Israel.
Cuando las naciones árabes se enteraron de los planes de Ford, anunciaron que si Ford no cancelaba el acuerdo, lo boicotearían poniendo a la compañía en el lista negra de la Liga Árabe.
Ford se retiró provocando un momento de crisis en el gobierno israelí. Mientras el gobierno buscaba alternativas, Lord Marcus Sieff de Londres, contactó con Efraim Ilin, un magnate y experto en seguridad israelí, y lo puso en contacto con Hickman Price de Kaiser-Frazer. La empresa había construido recientemente una planta de automóviles en Holanda y planeaba construir otra en Grecia. Ilin conoció a Price y negoció un proyecto de 2,5 millones de dólares. Kaiser-Frazer invirtió medio millón de dólares e Ilin formó un grupo que invirtió los otros dos millones de dólares.
La producción de Kaiser comenzó en Israel en 1951. En 1956, Kaiser-Frazer era responsable del 28% de las exportaciones israelíes.
La factoría produjo modelos de Kaiser-Frazer, junto con camiones Mack bajo licencia. A finales de la década de 1950, la empresa sería conocida como Kaiser-Ilin, en referencia al nombre de Efraim Ilin, el empresario israelí que había negociado el trato de la planta de Haifa con Hickman Price Jr., el sobrino de Joseph P. Frazer. En 1959, Kaiser-Ilin llegó a un acuerdo para ensamblar el Studebaker Lark de seis cilindros en Haifa, para ayudar a los compradores potenciales a eludir los rígidos aranceles israelíes sobre los vehículos importados. A principios de ese año, la planta de Kaiser-Frazer en Haifa despidió a 400 trabajadores y suspendió las operaciones durante dos semanas debido a la falta de piezas.

### Kaiser Frazer en los Países Bajos
En 1947, se creó la empresa holandesa Nederlandse Kaiser-Frazer Fabrieken (NEKAF) con una nueva fábrica construida en Rótterdam. NEKAF ensambló 6000 kits desmontables de Kaiser en 1949 importados de los EE. UU., utilizando material local (baterías, neumáticos, interior, alfombras, vidrio) y partes del sistema eléctrico y de encendido procedentes de Francia y de Gran Bretaña. Los automóviles Kaiser se ensamblaron hasta 1954 y NEKAF exportó a Europa, América del Sur y el Medio Oriente.
Los vehículos Jeep fabricados en Estados Unidos fueron importados a los Países Bajos por S.A. Ateliers de La Dyle en virtud de un acuerdo con Willys Overland. Una vez que Kaiser compró Willys, el acuerdo de Willys se transfirió a NEKAF. En marzo de 1954, comenzó el montaje del Jeep CJ-3B y fue seguido por los FC-150, FC-170, CJ-5 y DJ-3A. El 21 de enero de 1955, NEKAF firmó un contrato con el Ejército Real de los Países Bajos para suministrar 4.000 jeeps M38A1 con la primera entrega al ejército el 28 de mayo del mismo año. Los vehículos eran kits de desmontaje importados de los EE. UU. Con algo de contenido local, como en el montaje de Kaiser de 1949. NEKAF entregó 1.624 vehículos adicionales al ejército hasta 1959 hasta que  Kemper & Van Twist Diesel se hizo cargo de la producción y entregó otros 2.237 vehículos jeep hasta 1963, aunque todavía se conocían comúnmente como NEKAF.
Los jeeps NEKAF se diferenciaron de la versión estadounidense al agregar reflectores laterales (blancos delante y rojos en la parte trasera), "luces de ciudad" de baja intensidad en los guardabarros delanteros y señales intermitentes montadas en la parte delantera y trasera. En un intento por reducir los costos, el Ministerio de Guerra, después de haber invertido ya en ropa de abrigo para las tripulaciones, ordenó que se eliminase la calefacción de la cabina. Esta modificación implicó un rediseño considerable de la unidad de enfriamiento del motor, que finalmente condujo a un mayor costo de los vehículos (unos 12.000 florines cada uno). Los Jeeps, apodados NEKAF por los militares, comenzaron a entrar en servicio en 1956 y se mantuvieron hasta bien entrada la década de 1990, aunque cumplieron funciones de reserva. El Jeep NEKAF entró en acción en la breve guerra indonesia holandesa en 1962, pero particularmente durante la operación de la ONU en el Líbano en la que participó un batallón de infantería blindada desde 1979 hasta 1983. El NEKAF resultó ser un vehículo robusto y fiable en el sur del Líbano. Tras la retirada del batallón holandés, todos los NEKAF de la FPNUL fueron desmantelados y vendidos localmente como chatarra, salvo tres unidades retenidas en secreto y devueltas en forma reservada a los Países Bajos. Uno de estos únicos NEKAF de FPNUL supervivientes se encuentra ahora en la colección del Legermuseum Delft (el Museo del Ejército Holandés).